# 1946 في سوريا
فيما يلي قوائم الأحداث التي وقعت خلال عام 1946 في سوريا.

## سياسة

### انتهاء فترة المنصب
- 16 ديسمبر – سعد الله الجابري رئيس وزراء سوريا.

## مواليد

### يناير
- 1 يناير – أيمن أبو الشعر كاتب وشاعر سوري.

### فبراير
- 19 فبراير – علي مملوك ضابط عسكري سوري.

### يونيو
- 23 يونيو – رفيق شامي كاتب ألماني.[1]

### نوفمبر
- 25 نوفمبر – رياض سيف سياسي سوري.

## وفيات

### مارس
- 25 مارس – نسيب عريضة (مواليد 1887) كاتب سوري.[2]